# Maurycy Drewiński
Maurycy Michał Drewiński (ur. 22 września 1845 w Sanoku, zm. 1 października 1916 tamże) – polski lekarz, doktor wszech nauk lekarskich, działacz społeczny.

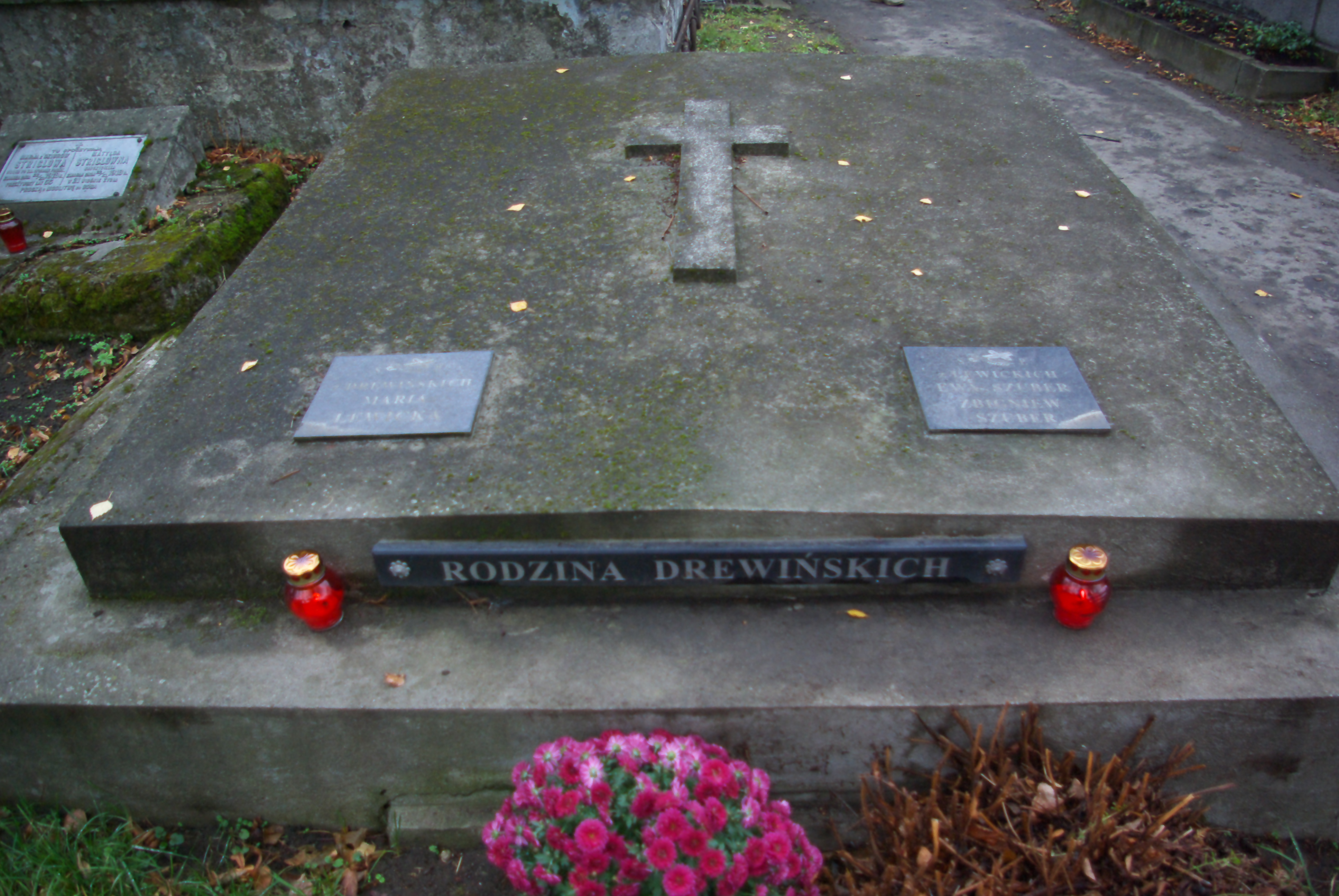
Grobowiec rodziny Drewińskich na cmentarzu w Sanoku

## Życiorys
Maurycy Michał Drewiński urodził się w Sanoku ok. 1845. Był jednym z pięciorga dzieci Szymona Drewińskiego (przybyły wraz z Mateuszem Beksińskim do Galicji z obszaru zaboru rosyjskiego po upadku powstania listopadowego w 1831, w Sanoku pracujący jako szynkarz wzgl. oberżysta, radny miejski tamże, zm. 1875 w wieku 64 lat) i Klary z domu Witowskiej (wzgl. Klarysa, ur. 1809, wdowa pochodząca z ziemiańskiego rodu Rylskich, posiadających majątki Berezka i Hoczew, córka Emila Rylskiego, właściciela Hoczwi, zm. 1872 w wieku 64 lat). Jego rodzeństwem byli: Mikołaj Teofil (ur. 1837), Franciszka Teresa (ur. 1839, Marianna Agnieszka (ur. 1842), Sabina Franciszka (ur. 1843, zm. 1922), Teodozja (1848–1941, nauczycielka w Sanoku), Eleonora. Jego brat popełnił samobójstwo, a rodzice zmarli przedwcześnie. Rodzina Drewińskich zamieszkiwała w drewnianych domu, umiejscowionym przy ówczesnej ulicy Zielonej (późniejsza ulica Jana III Sobieskiego), orientacyjnie położony naprzeciw budynku przy ul. Teofila Lenartowicza 2, który został zlikwidowany w latach 70. XX wieku, a na jego miejscu powstał blok mieszkalny. Maurycy był nazywano przez bliskich Mosio.
W 1867 zdał egzamin dojrzałości w C. K. Gimnazjum w Przemyślu. Ukończył studia medyczne na Uniwersytecie Wiedeńskim uzyskując stopień doktora wszech nauk lekarskich. Na przełomie XIX/XX wieku był lekarzem miejskim w Sanoku. 18 listopada 1886 został mianowany przez Radę Miejską w Sanoku lekarzem ordynującym w tamtejszym Szpitalu Powszechnym. Od tego czasu pracował tam w charakterze prymariusza (po śmierci Mieczysława Skalskiego) do około 1897, później został kierownikiem. Pełnił funkcję kierownika Kasy Chorych (przychodnia). Pracował jako lekarz w Fabryce Maszyn i Wagonów w Sanoku.
Został wybrany sędzią przysięgłym sądu w Przemyślu na czteroletnią kadencję od 17 listopada 1888. Był członkiem zwyczajnym Macierzy Szkolnej dla Księstwa Cieszyńskiego. Należał do sanockiego gniazda Polskiego Towarzystwa Gimnastycznego „Sokół” (1890, 1906, 1912) i udzielał się w jego strukturach. 17 stycznia 1904 został wybrany prezesem Czytelni Mieszczańskiej w Sanoku, funkcjonującej w budynku Ramerówka. Był wybierany członkiem wydziału „Towarzystwa Bursy”, sprawującego pieczę nad Bursą Jubileuszową im. Cesarza Franciszka Józefa w Sanoku: 28 września 1904, 28 września 1905. Uchodził za organizatora zabaw podczas imprez miejskich.
W Sanoku został działaczem ruchu robotniczego. Był aktywistą Polskiej Partii Socjalno-Demokratycznej Galicji i Śląska Cieszyńskiego. W 1912 został prezesem założonego wówczas w Sanoku oddziału Związku Strzeleckiego. 22 października 1903 został powołany na radnego Rady Miejskiej w Sanoku w miejsce ks. Jana Trznadla. Udzielał się aktywnie podczas posiedzeń. Został reprezentantem ze strony miasta na organizowany w Sanoku w dniach 23-25 lipca 1904 zjazd delegatów ochotniczych straży pożarnych. W wyborach w 1907 został wybrany zastępcą radnego. 4 lutego 1904 został wybrany członkiem wydziału miejskiej Kasy Oszczędności w Sanoku.
Do 1916 zamieszkiwał na piętrze kamienicy w północno-wschodniej części sanockiego rynku (obecnie pod adresem ul. Rynek 12), na parterze której prowadził gabinet lekarski. Podczas I wojny światowej jako lekarz służył w szpitalu zakaźnym c. i k. armii w Jarosławiu i w 1916 został odznaczony przez arcyksięcia Franciszka Salwatora odznaką honorową Czerwonego Krzyża II klasy z dekoracją wojenną. Zmarł 1 października 1916 w Sanoku. 3 października został pochowany w grobowcu rodzinnym na cmentarzu przy ul. Rymanowskiej w Sanoku.
Jego żoną od około 1884 przez 11 lat była pochodząca z Transylwanii Bolesława Antonina z domu Kronstein (ur. ok. 1866, córka Jana i Antoniny z domu Drzewieckiej, zmarła 21 maja 1895 w Sanoku na zapalenie płuc), która według Janusza Szubera była austriacką Niemką, która w wieku 18 lat dla małżeństwa z Maurycym Drewińskim zmieniła imię na Bolesława oraz wyznanie z luterańskiego na rzymskokatolickie; zmarła 21 maja 1895 w wieku 28/29 lat. Jego dziećmi byli Emil Mieczysław (ur. 30 listopada 1884, zm. 22 sierpnia 1902 na zapalenie opon mózgowo-rdzeniowych), Stanisława Włodzimiera (ur. 2 czerwca 1886, zm. 19 marca 1888 na tyfus), Wanda Aleksandra (ur. 13 października 1887, zm. 3 grudnia 1887), Edward Maurycy Bolesław Franciszek (ur. 1891), Maria (1892-1989, żona nauczyciela Stefana Lewickiego, których córką była Ewa, a jej synem, czyli prawnukiem M. Drewińskiego jest Janusz Szuber, który został poetą), Bolesław (1895–1936, podporucznik rezerwy żandarmerii Wojska Polskiego, komisarz posterunku powiatowego Policji Państwowej w Brzozowie, oskarżony i skazany w sprawie o zabójstwo Jana Chudzika z 1933, żonaty z Marią, siostrą Stefana Lewickiego.
Janusz Szuber zawarł odniesienia do osoby dr. Maurycego Drewińskiego w swojej twórczości: w wierszu pt. Protoplaści, opublikowanym w tomiku poezji pt. Apokryfy i epitafia sanockie z 1995, w wierszach pt. Drzazga i pt. Kolej transwersalna 1884, opublikowanych w tomiku poezji pt. Pan Dymiącego Zwierciadła z 1996, w wierszu pt. Nero, opublikowanym w tomiku poezji pt. Wpis do ksiąg wieczystych z 2009, w publikacji pt. Mojość z 2005 oraz w wierszu pt. Rynek 14/1, opublikowanym w tomiku poezji pod tym samym tytułem z 2016.